# Локті (Ішимський район)
Ло́кті (рос. Локти) — присілок у складі Ішимського району Тюменської області, Росія.
Населення — 166 осіб (2010, 229 у 2002).
Національний склад станом на 2002 рік:
- росіяни — 88 %